# Pradas de Les
Pradas de Les (en francès Prades-le-Lez) és un municipi occità del Llenguadoc situat al departament de l'Erau i a la regió d'Occitània.

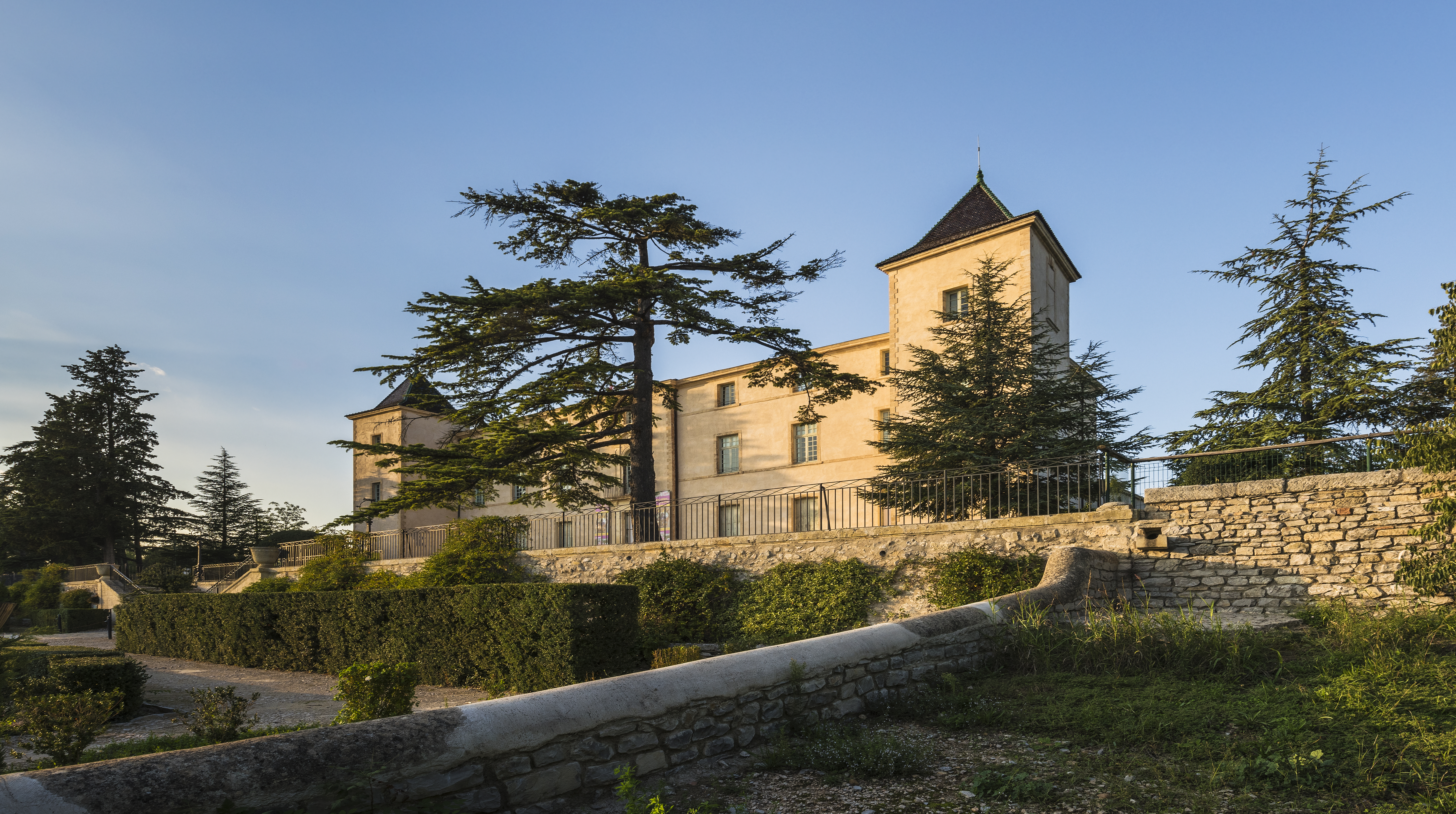